# Урбан, Ян
Ян Урбан (пол. Jan Urban; род. 14 мая 1962, Явожно) — польский футболист и футбольный тренер.

## Карьера игрока

### Клубная карьера
Урбан играл за такие польские клубы, как «Заглембе» (Сосновец) и «Гурник» (Забже), причём за клуб из Силезии он играл дважды: в 1985—1989 и 1998 годах. Также он выступал в Испании в клубах «Осасуна», «Реал Вальядолид» и «Толедо». Выступая за клуб из Памплоны, 30 декабря 1990 года сделал хет-трик в матче с мадридским «Реалом» (4:0).

### Карьера в сборной
За национальную сборную Урбан сыграл 57 матчей, забил 7 мячей и в её же составе принял участие в ЧМ-1986.

## Тренерская карьера
Свою тренерскую карьеру поляк начал во второй команде «Осасуны». Летом 2007 Урбан принял предложение варшавской «Легии» занять должность главного тренера, а это означало, что он возвращается в Польшу впервые за последние 9 лет. В период Евро 2008 польский специалист работал одним из ассистентов тогдашнего тренера сборной Польши Лео Беенхаккера. 14 марта 2010 его отстранили от обязанностей главного тренера «Легии», но уже 30 мая 2012 его снова назначили на прежнюю должность. За время двухлетнего перерыва в работе с варшавским клубом Урбан успел потренировать «Полонию» (Бытом) и «Заглембе» (Любин). В сезоне 2012/13 Ян выиграл с «Легией» чемпионат и Кубок Польши. В конце 2013 года покинул варшавский клуб.
В июле 2025 года Урбан возглавил национальную сборную после отставки Михала Пробежа.

## Достижения
Как игрок
- Гурник (Забже)
  - Чемпион Польши: 1986, 1987, 1988
  - Обладатель Суперкубка Польши: 1988/89

Как тренер
- Легия
  - Чемпион Польши: 2012/13
  - Обладатель Кубка Польши: 2007/08, 2012/13
  - Обладатель Суперкубка Польши: 2008

- Лех
  - Обладатель Суперкубка Польши: 2016